# Deelemania manensis
Espèce
Deelemania manensis est une espèce d'araignées aranéomorphes de la famille des Linyphiidae.

## Distribution
Cette espèce est endémique de Côte d'Ivoire. Elle se rencontre dans le département de Man à 1 200 m d'altitude sur le mont Tonqui.

## Description
Le mâle holotype mesure 1,95 mm et la femelle paratype 2,32 mm.

## Étymologie
Son nom d'espèce, composé de man et du suffixe latin -ensis, « qui vit dans, qui habite », lui a été donné en référence au lieu de sa découverte, le département de Man.

## Publication originale
- Jocqué & Bosmans, 1983 : Linyphiidae (Araneae) from Ivory Coast, with the description of three new genera. Zoologische Mededelingen, Leiden, vol. 57, no 1, p. 1-18 (texte intégral).